# Тюйр, Эркки-Свен Филиппович
Э́ркки-Свен Филиппович Тю́йр (эст. Erkki-Sven Tüür; род. 16 октября 1959, Кярдла, Эстонская ССР, СССР, ныне уезд Хийумаа, Эстония) — эстонский композитор.

## Биография
Окончил Таллинское музыкальное училище им. Георга Отса по классу флейты и перкуссии (1976-80). Учился в Таллинской консерватории на отделении композиции у Яана Ряэтса, но в основном сформировался самоучкой — брал частные уроки композиции у Лепо Сумеры (1980-84). В 1979-83 возглавлял созданную им инструментальную рок-группу «In Spe» (где играл на клавишных и флейте и иногда пел), ставшую чрезвычайно популярной в Эстонии. В составе группы также играла на клавишных Анне Тююр, супруга будущего композитора. В 1983 году, незадолго перед уходом Тююра из группы, фирма «Мелодия» выпустила дебютный альбом коллектива, выдержанный в лучших традициях прогрессивного рока.
Первый успех ему принесло камерное сочинение Insula Deserta («Пустынный остров») для струнных, исполненное в Финляндии (1989). В мае 2001 на сцене Дортмундской оперы состоялась премьеры оперы Тююра Валленберг (в России её поставил в 2007 Дмитрий Бертман).

## Творчество
Тююру принадлежат 10 симфоний, сочинения для камерного и духового оркестра, вокальные и хоровые сочинения.
В период работы с группой In Spe, Тююр записал с ней такие свои работы, как трёхчастную «Симфонию для семи исполнителей», песню «Antidolorosum», пьесы «Солнечный чёлн» и «Борьба сфер».

## Исполнители
Сочинения Тююра исполняют Эстонский Академический оркестр Hortus Musicus, Бирмингемский симфонический оркестр, Симфонический оркестр Франкфуртского радио, Королевский Стокгольмский филармонический оркестр, Филармонический оркестр Хельсинки, Австралийский камерный оркестр, Хиллиард-ансамбль, Гидон Кремер, Томас Лархер, Изабель ван Кёйлен, Давид Герингас и др. известные коллективы и исполнители мира.

## Признание
- Орден Белой звезды II класса (2000).
- Премия Балтийской ассамблеи по искусству (1998).
- Лауреат национальных премий Эстонии в области культуры (1991, 1997, 2008, 2014).
- Премия ЮНЕСКО за «Реквием» для камерного хора и двух солистов (1994).